# Radim Kočvara
Radim Kočvara (* 28. února 1951) je přední český urolog, specializující se na dětskou urologii. Působí ve Všeobecné fakultní nemocnici v Praze, kde je zástupcem přednosty Urologické kliniky 1. LF UK. Je také vedoucím Subkatedry dětské urologie Institutu postgraduálního vzdělávání ve zdravotnictví (IPZV) v Praze a předsedou Akreditační komise pro obor urologie Ministerstva zdravotnictví ČR.

## Životopis
Radim Kočvara pochází z lékařské rodiny, jeho otec byl urolog, matka rentgenoložka. Maturoval v roce 1969 na Střední všeobecně vzdělávací škole v Praze 2 na náměstí Míru. Poté vystudoval Fakultu všeobecného lékařství UK v Praze, v roce 1975 zde promoval. Po studiu nastoupil do tehdy nově otevřené budovy Urologické kliniky v Praze na Karlově, dnes Urologické kliniky 1. LF UK a VFN, kde působí bez přestávky až do současnosti. Od počátku 80. let se věnoval metabolickým poruchám urolitiázy (ledvinové kameny), které byly náplní jeho kandidátské práce. V roce 1980 a 1983 atestoval z urologie I. a II. stupně a v roce 1987 z oboru dětská urologie. Kandidátskou dizertační práci na téma Metafylaxe urolitiázy dospělých a dětí obhájil v roce 1989.
Postupem času se zaměřil na dětskou urologii a v r. 1995 se stal vedoucím Dětského oddělení Urologické kliniky Všeobecné fakultní nemocnice v Praze. V roce 1996 byl na 1. LF UK habilitován docentem pro obor urologie. Mezi lety 1996 a 2008 zastával funkci člena výboru a sekretáře České urologické společnosti. V roce 2006 mu byl udělen mezinárodní titul Fellow of European Academy of Paediatric Urology (FEAPU). O tři roky později, v r. 2009, se stal také zástupcem přednosty Urologické kliniky VFN pro pedagogiku. V roce 2015 vykonával funkci prezidenta mezinárodního kongresu urologů, který se konal od 14. do 17. října v Praze. Je dlouholetým lektorem Evropské školy urologie (ESU) a Evropské urologické společnosti (EAU). Z vědecko-výzkumného hlediska patří mezi nejaktivnější české urology. Jako hlavní řešitel uzavřel osm výzkumných úkolů, z toho šest bylo hodnoceno v kategorii „A“ a dvakrát mu byla udělena Cena ministra zdravotnictví. Hlavní oblastí jeho odborného zájmu i předmětem nejvýznamnějších publikací a ocenění jsou urolitiáza, rekonstrukce struktur a vrozených vad močové trubice, problematika varikokély a laparoskopické operace v dětské urologii.
Docent Radim Kočvara je autorem či spoluautorem více než 120 odborných prací v domácích i zahraničních časopisech, učebních textů, monografií, výukových videoprogramů a dalších materiálů, přičemž za mnohé z nich získal prestižní ocenění. Jeho nejvýznamnější práce se týkají témat rekonstrukce hypospadie a striktury uretry, varikokély a urolitiázy. Absolvoval zahraniční stáže v Moskvě (1985), Innsbrucku (1993), Filadelfii (1994) a dvakrát v Seattlu (1994 a 2000). Je ženatý a má dvě dcery. Mezi jeho zájmy patří basketbal, lyžování, vysokohorská turistika a historie. Objevuje se také v televizi, kde hovoří o tématech týkajících se dětské urologie a fungování ledvin.